# NGC 2454
NGC 2454 este o galaxie LINER situată în constelația Gemenii. A fost descoperită în 19 ianuarie 1874 de către Édouard Stephan⁠(d).